# Dagmar Gesmann-Nuissl
Dagmar Gesmann-Nuissl (* 20. November 1963 in Speyer) ist eine deutsche Rechtswissenschaftlerin.

## Leben
Nach dem Studium (1985–1990) der Rechtswissenschaften an der Universität Heidelberg, der Referendarausbildung (1990–1993) u. a. an der Deutschen Hochschule für Verwaltungswissenschaften sowie der German-Australian Chamber of Industry and Commerce (Sydney/Australien) und der Promotion 1999 zum Dr. iur. in Heidelberg bei Paul Kirchhof war sie von 2005 bis 2010 Juniorprofessorin für das Fachgebiet Unternehmensrecht an der TU Kaiserslautern, Fachbereich Wirtschaftswissenschaften. Seit 2011 ist sie Inhaberin der Professur für Privatrecht und Recht des geistigen Eigentums an der TU Chemnitz, Fakultät für Wirtschaftswissenschaften.

## Schriften (Auswahl)
- Bankgeschäftsrecht. Bank- und Kapitalmarktrecht für die Praxis. Berlin 1997, ISBN 3-472-02514-X.
- Die Verschuldungsbefugnis der Europäischen Union. Frankfurt am Main 1999, ISBN 3-631-35386-3.
- mit Jürgen Ensthaler und Christian Wenzel: Produzenten- und Produkthaftung infolge abfallrechtlicher Produktverantwortung nach § 22 KrW-AbfG. Erweiterte Verkehrssicherungspflichten für produzierende Unternehmen und Haftungsvermeidungsstrategien. Berlin 2004, ISBN 3-503-07495-3.
- mit Reinhold Hölscher und Christian Hornbach: Systeme zur Geldwäschebekämpfung in der EU. Rechtsgrundlagen – Aufsichtsstrukturen – Risikomanagement. Berlin 2011, ISBN 3-503-13026-8.